# Финней, Джек
Уолтер Брейден «Джек» Финней (англ. Walter Braden (Jack) Finney; 2 октября 1911 — 14 ноября 1995) — американский писатель-фантаст. Публиковался под псевдонимом Джек Финней (англ. Jack Finney). Наиболее известные произведения написаны в жанре научной фантастики и триллера, в том числе «Похитители тел» (1955) и «Меж двух времён» (1970).

## Биография
Родился в Милуоки, штат Висконсин, и при рождении был назван Джек Финней. В возрасте трёх лет (после смерти отца) получил в честь него другое имя — Уолтер Брейден Финней, но, несмотря на это, на протяжении всей жизни был известен под именем «Джек».
В 1934 г. закончил Knox College в Гейлсбурге (Иллинойс), женился на Маргарите Гэст. В семье родилось двое детей — Кеннет и Маргарита.
После жизни в Нью-Йорке и работы в рекламном агентстве, в начале 1950-х годов Финней вместе с семьёй переехал в Калифорнию. Жил в Милл Веллей (Mill Valley).
Скончался в возрасте 84 лет от пневмонии и эмфиземы лёгких в Гринбро (Greenbrae), Калифорния.

## Произведения, выходившие на русском языке

### Романы
- 1955 — «Похитители тел» (The Body Snatchers)
- 1970 — «Меж двух времён» (Time and Again)
- 1995 — «Меж трёх времён» (From Time to Time)

### Рассказы
- 1948 — «Удивительная ловушка для прилагательных» (Cousin Len’s Wonderful Adjective Cellar)
- 1950 — «Игра стоит свеч» (The Third Level)
- 1951 — «Боюсь…» (I’m Scared)
- 1951 — «Хватит махать руками» (Quit Zoomin' Those Hands Through the Air)
- 1951 — «Интересные соседи» (Such Interesting Neighbors)
- 1955 — «О пропавших без вести» (Of Missing Persons)
- 1956 — «За спиной — пропасть» (Contents of the Dead Man’s Pockets)
- 1956 — «Повторный шанс» (Second Chance)
- 1962 — «Лицо на фотографии» (The Face in the Photo, a.k.a. Time Has No Boundaries)

## Экранизации
- 1955 — «Пятеро против казино» (5 Against the House)
- 1956 — «Вторжение похитителей тел» (Invasion of the Body Snatchers)
- 1957 — «Дом из чисел» (House of Numbers)
- 1964 — «Хороший сосед Сэм» (Good Neighbor Sam)
- 1966 — «Нападение на королеву» (Assault on a Queen)
- 1977 — «На исходе ночи» (Dead of Night, телефильм): новелла «Второй шанс»
- 1978 — «Вторжение похитителей тел» (Invasion of the Body Snatchers)
- 1985 — «Макси» (Maxie)
- 1993 — «Похитители тел» (Body Snatchers)
- 1998 — «Любовное письмо» (The Love Letter, телефильм)
- 2007 — «Вторжение» (The Invasion)
- 2018 — «Похитители тел» (Bodysnatch)